# Théorème de Poincaré-Birkhoff
Pour les articles homonymes, voir Théorèmes de Poincaré et Théorèmes de Birkhoff.
Le théorème de Poincaré-Birkhoff est un théorème fondamental dans l'étude des systèmes dynamiques. Il affirme que si f est un homéomorphisme d'une couronne dans elle-même qui préserve les aires (c'est-à-dire pour tout ensemble U, l'aire de U égale l'aire de f(U)) et fait tourner les deux bords dans des sens opposés, alors f possède au moins deux points fixes. 

## À propos de sa démonstration
Bien que ce théorème de point fixe ressemble à celui de Brouwer, il est nettement plus difficile à démontrer, car la condition d'aire y joue un rôle crucial. Il existe en effet des applications satisfaisant une seule des deux hypothèses du théorème, et n'ayant aucun point fixe. Conjecturé par Poincaré en 1905, il sera démontré par George Birkhoff en 1912, le rendant immédiatement célèbre dans le monde mathématique. 

## Généralisation
Dans un commentaire des œuvres complètes de Poincaré, Vladimir Arnold conjectura que la généralisation en dimension supérieure de ce théorème devait être la suivante :
Toute transformation Hamiltonienne du tore T2n possède au moins 2n+1 points fixes.
Ce résultat fut démontré par Charles Conley et Eduard Zehnder en 1983 et généralisé depuis à d'autres variétés symplectiques.